# Schmiedrued
Schmiedrued (schweizertyska: Schmidrued) är en ort och kommun i distriktet Kulm i kantonen Aargau, Schweiz. Kommunen har 1 152 invånare (2023).
Kommunens två största byar är Schmiedrued och Walde och kommunen kallar sig själv Schmiedrued-Walde.